# Emmanuel Mounier
Emmanuel Mounier (1. března 1905 Grenoble – 23. března 1950 Châtenay-Malabry u Paříže) byl francouzský katolický publicista a filosof, zakladatel personalistického hnutí.

## Biografie
Mounier studoval v letech 1924–1927 filosofii v Grenoblu a 1927–1928 v Paříži, učil na středních školách ve Francii a v Belgii a roku 1932 založil s přáteli revue Esprit. Roku 1936 vydal Manifest personalismu, kde klade na první místo starost o prospěch lidské osoby a ostře se vymezuje jak vůči kapitalistické bezohlednosti, tak vůči socialistickému a fašistickému kolektivismu. Po propuštění z válečného zajetí 1940 byl opakovaně vězněn a žil do konce války v ilegalitě. Po osvobození v roce 1944 obnovil časopis Esprit, mnoho psal a cestoval a významně se zasadil o francouzsko-německé smíření. Sebrané spisy vyšly ve čtyřech svazcích 1962-4.
Už v Grenoblu se Mounier zblízka seznámil s hmotnou i duchovní nouzí dělnických čtvrtí a rozhodl se proti ní něco udělat. Východiskem Mounierovy „personalistické revoluce“ je uznání svrchované hodnoty každé lidské osoby. Osoba ovšem není izolovaný jednotlivec, nýbrž potřebuje žít ve svobodném společenství, ve vztazích a zejména v lásce. Uspořádání lidské společnosti musí být zaměřeno především na osobu a její svobodu, nikoli jen na hospodářský rozvoj.
„Pojem personalismu budeme užívat pro každou nauku a civilizaci, která zastává primát lidské osoby před hmotnými potřebami a podmínkami, které člověk k rozvoji osoby potřebuje.“
„Někteří nemohou personalismus pochopit proto, že hledají myšlenkový systém, kdežto personalismus je perspektiva, metoda a nárok.“
Mounierovo personalistické hnutí, jež vycházelo z myšlenek Maurice Blondela a Charles Péguyho, mělo velký význam v poválečných letech v Evropě i v USA, přispělo k poválečnému smíření a bylo také – alespoň zpočátku - myšlenkovým základem poválečných křesťansko-demokratických stran i odborových organizací. Trvale ovlivnilo katolickou teologii i některé protestantské teology, např. B. Brunnera a P. Gogartena. Mezi významné personalistické myslitele a autory patří Jean Lacroix, Paul Ludwig Landsberg, Nikolaj Berďajev, Jacques Maritain, Gabriel Marcel, François Mauriac, Romano Guardini, Heinrich Böll a Paul Ricoeur.